# Guilty Pleasure (пісня)
Guilty Pleasure (з англ. — Заборонений плід) — пісня хорватської співачки Мії Дімшич, яка була випущена 10 лютого 2022 року. Ця пісня представляла Хорватію на Євробачення 2022, де посіла 11 місце у півфіналі, через що, відповідно, не змогла пройти до фіналу.

## Євробачення

### Відбір
27 жовтня 2021 року ХРТ відкрила період подачі заявки для співаків та композиторів, щоб надіслати пісні для мовника до 25 листопада 2021 року, пізніше продовживши термін до 12 грудня 2021 року. 17 грудня 2021 грудня стало відомо, що «Guilty Pleasure» стала одним з учасників відбору. Вона виграла відбір як за голосуванням журі, так як і за телеголосуванням.

### На Євробаченні
За жеребкуванням, яке відбулось 25 січня 2022 року, Хорватія мала виступити у першому півфіналі, який відбувся 10 травня 2022 року. Хорватія зайняла 11 місце у півфіналі, через що не змогла пройти до фіналу Євробачення.

## Чарти
| Чарт (2022)         | Найвища позиція |
| ------------------- | --------------- |
| Хорватія(HR Top 40) | 1               |